# Mitchell (Illinois)
Mitchell – jednostka osadnicza w Stanach Zjednoczonych, w stanie Illinois, w hrabstwie Madison.